# Juste Cause (film, 1995)
Pour les articles homonymes, voir Juste cause.
Pour plus de détails, voir Fiche technique et Distribution.
Juste Cause (Just Cause) est un film américain réalisé par Arne Glimcher, sorti en 1995.

## Synopsis
Opposant à la peine capitale, Paul Armstrong, éminent docteur de Harvard, est abordé par une dame âgée le priant de prendre la défense de Bobby Ferguson condamné à la peine de mort pour le meurtre d'une fille de 11 ans.
Très vite, tout laisse croire que le jeune condamné est victime d'une bavure judiciaire conjuguée au conservatisme anti-noirs des États du Sud. Mais les déclarations d'un autre détenu (Blair Sullivan) vont avoir des conséquences dramatiques...

## Fiche technique
- Titre français : Juste Cause
- Titre original : Just Cause
- Titre au Québec : Scorpion Noir
- Réalisation : Arne Glimcher
- Scénario : Jeb Stuart & Peter Stone, d'après le roman de John Katzenbach
- Photographie : Lajos Koltai
- Musique : James Newton Howard
- Montage : William M. Anderson (en) & Armen Minasian
- Sociétés de production : Warner Bros. & Fountainbridge Films, Lee Rich Productions
- Société de distribution : Warner Bros.
- Pays :  États-Unis
- Langue : Anglais
- Format : Couleur - Dolby Stéréo - 35 mm - 2.39:1
- Genre : Thriller
- Durée : 102 min

## Distribution
- Sean Connery (VF : Léon Dony ; VQ : Ronald France[1]) : Paul Armstrong
- Laurence Fishburne (VF : Jacques Martial[2], VQ : Éric Gaudry) : Le shérif Tanny Brown
- Kate Capshaw (VF : Dominique Chauby) : Laurie Armstrong
- Blair Underwood (VF : Pierre Tessier ; VQ : Gilbert Lachance) : Bobby Earl
- Ed Harris (VF : Michel Papineschi ; VQ : Marc Bellier) : Blair Sullivan
- Christopher Murray (VF : Patrick Laplace ; VQ : Pierre Auger) : J. T. Wilcox
- Ruby Dee (VF : Ginette Pigeon ; VQ : Élizabeth Chouvalidzé) : Evangeline
- Scarlett Johansson (VQ : Kim Jalabert) : Katie Armstrong
- Ned Beatty (VF : William Sabatier ; VQ : Yves Massicotte) : McNair
- Liz Torres (VF : Élisabeth Wiener) : Dolores
- Lynne Thigpen : Ida Conklin
- Kevin McCarthy : Phil Prentiss
- Hope Lange : Libby Prentiss
- Chris Sarandon (VF : François Jaubert ; VQ : François Godin) : Me Lyle Morgan
- Daniel J. Travanti : Le directeur de la prison
- Taral Hicks : Lena Brown

## Anecdotes
- Sean Connery a proposé à son ami Arne Glimcher de réaliser le film.
- Le film a été tourné principalement en Floride, entre autres à Gainesville, Miami et Fort Myers. Les scènes dans les marécages ont été filmées dans les comtés de Collier et de Lee.
- Il y a plusieurs différences entre le film et le roman de Katzenbach. Dans le roman, Paul Armstrong se nomme Matthew Cowart, journaliste, et sa femme et sa fille ont un rôle beaucoup plus secondaire. Tanny Brown a des raisons très personnelles d'en vouloir à Bobby Earl. De plus, la fin y est tout à fait différente.
- La fille de Sean Connery et Kate Capshaw est incarnée par une toute jeune Scarlett Johansson, dont c'est le deuxième rôle.
- Sean Connery n'a pas été doublé dans la version française par Jean Claude Michel comme habituellement mais par Léon Dony.